# Seidenfächerschwanz
Der Seidenfächerschwanz (Lamprolia victoriae) ist eine Vogelart aus der Familie der Fächerschwänze. Er ist auf der Insel Taveuni im Fidschi-Archipel endemisch. Der Natewafächerschwanz (Lamprolia klinesmithi) von der Natewa-Halbinsel auf Vanua Levu galt früher als Unterart dieses Taxons. Beide Arten gehörten ursprünglich zur Familie der Monarchen, wurden aber 2009 in die Familie der Fächerschwänze und 2014 in die eigene Unterfamilie Lamproliinae gestellt.
Der Gattungsname Lamprolia leitet sich von griechisch lampros für „brillant“ ab und bezieht sich auf das glänzende Gefieder. Im Artepitheton wird Prinzessin Victoria von Großbritannien und Irland geehrt.

## Merkmale
Der Seidenfächerschwanz erreicht eine Körperlänge von 12 cm und ein Gewicht 16 bis 21 g. Er ist ein kleiner, plumper Singvogel mit einem auffallend schillernd schwarzen Gefieder. Der Bürzel und der größte Teil des Schwanzes sind auffallend weiß. Der Schwanz ist kurz und gerundet. Die langen Flügel sind ziemlich gerundet. Das Männchen ist überwiegend tiefsamtschwarz mit metallischem blauen Kopfschmuck. Kopf, Nacken, Kehle, Brust und Bürzel sind seidig weiß. Der weiße Schwanz ist schwarz umsäumt. Gelegentlich weisen die mittleren Steuerfedern ein metallisch blaues Schimmern auf. Die Iris ist dunkel. Schnabel und Beine sind schwärzlich. Das Weibchen ähnelt dem Männchen, ist aber weniger glänzend. Die juvenilen und immaturen Vögel sind stumpfer gefärbt als die Altvögel. Einige Exemplare, die am Hinterrücken und am Bürzel brünett gefärbt sind und einen ockerweißen Bereich haben, der sich etwa ein Drittel nach unten erstreckt, sind vermutlich immature Individuen.

## Stimme
Der Gesang umfasst ein lautes hohes Pfeifen, ein pfeifendes Trillern und ein leises krächzendes Piepsen. Auch ein lauter Fünf-Ton-Ruf, mit Hervorhebung des vierten Tons, der von den Männchen an zwei Weibchen gerichtet wird, befindet sich im Repertoire der Lautäußerungen. Beim Mobbing von Beutegreifern wird ein hartes, krächzendes, hohes Geplapper wiedergegeben.

## Lebensraum
Der Seidenfächerschwanz bewohnt ausgewachsenen feuchten Regenwald, Waldgürtel sowie gerodeten Wald und Plantagen in der Nähe von intaktem Wald.

## Nahrungsverhalten
Der Seidenfächerschwanz geht einzeln oder in kleinen Schwärmen auf Nahrungssuche. Die Nahrung besteht aus kleinen Gliederfüßern und Würmern. Er ist häufig in der Dämmerung aktiv. Er hält sich im Blattstreu und im unteren Kronendach sowie in der unteren Baumstufe auf. Selten ist er dem Boden oder auf offenen Flächen anzutreffen. Ähnlich wie der Blaukappenflöter (Ifrita kowaldi) vom Bismarck-Archipel klettert er moosbewachsene Stämme und Äste in kleinen verkümmerten einheimischen Bäumen auf und ab. Er pickt Kleintiere aus Stämmen und Laub, fängt gelegentlich Insekten in der Luft oder untersucht den Boden. Er kann zutraulich, aber auch schwer auszumachen sein.

## Fortpflanzungsverhalten
Die Brutzeit ist von Juni bis Januar. Das dichte Nest, das aus biegsamen Fasern, Kletterranken, Wurzeln und Rindenfetzen besteht, wird manchmal mit Moos und grünen, blättrigen Leberblümchen verziert und meist mit Federn ausgekleidet. Es hängt in einer horizontaler Gabelung 1 bis 3 m über dem Boden und wird von breiten Blättern im Schössling oder Strauch überdeckt. Das Gelege umfasst ein einzelnes Ei, das rosaweiß mit rotbraunen und violetten Flecken und Tupfern gefärbt ist. Über die Brutbiologie sind keine weiteren Informationen vorhanden.

## Status
Der Seidenfächerschwanz gilt gegenwärtig als „potentiell gefährdet“ (near threatened). Er hat ein eingeschränktes Verbreitungsgebiet in der Fiji Endemic Bird Area. Sein Status wurde früher als „gefährdet“ (vulnerable) klassifiziert, da eine Verringerung des Lebensraums durch Abholzung und die Anpflanzung von Mahagoni (Swietenia) in den folgenden zehn Jahren erwartet wurde, sich diese Bedrohung jedoch eher für den Natewafächerschwanz herausgestellt hatte. Mahagoni-Plantagen stellen auf Taveuni keine Bedrohung dar, aber Abholzung und Waldschädigung gehen weiter. Der Seidenfächerschwanz kommt im Ravilevu Nature Reserve und im Bouma National Heritage Park vor. Die Population wird für das Jahr 2000 auf 10.000–16.000 Altvögel geschätzt, doch ist eine gründlichere Erhebung der Zahlen erforderlich, gefolgt von der Umsetzung eines Programms zur Sensibilisierung der lokalen Bevölkerung für den Naturschutz. Die Art wurde auf einer Telefonkarte (1994) und in einigen Briefmarkenausgaben abgebildet. Es handelt sich um einen einzigartigen Vogel, der ein Aushängeschild für den Naturschutz und die Naturschutzerziehung repräsentiert.